# Battle royale (videogiochi)

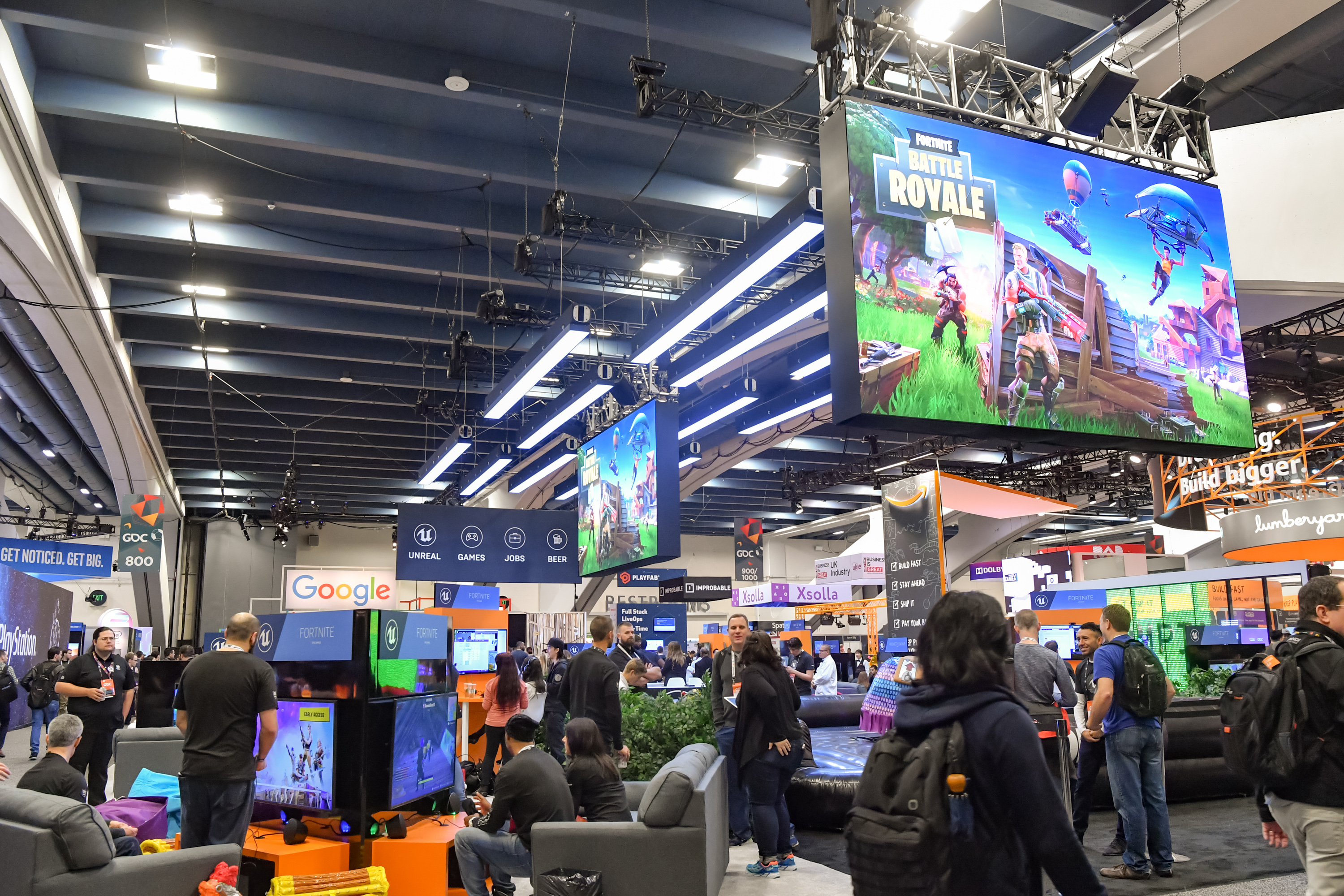
Fortnite Battle Royale alla Game Development Conference del 2018

Battle royale è una tipologia o modalità dei videogiochi che ha come obiettivo la sopravvivenza in un'arena player versus player.

## Descrizione
Gli elementi fondamentali di una Battle Royale sono l'esplorazione e la sopravvivenza, che portano il giocatore a scontrarsi in un'arena composta da un numero variabile di altre persone. I giocatori iniziano la partita con un equipaggiamento minimo o nullo e, nel proseguire del gioco, sarà necessario trovare delle risorse - tra cui armi, munizioni e cure mediche -, che serviranno per procedere nel gioco. Inoltre, è presente una "zona sicura", ossia un cerchio che si stringe, al di fuori della quale si riceve del danno che aumenta nel corso del tempo e che può causare il game over; il vincitore della partita è l'ultimo giocatore o team rimanente in vita.
Il nome della modalità è tratto dal film giapponese Battle Royale, un lungometraggio del 2000 diventato uno dei 10 film di maggiore incasso in Giappone.